# Ильмониеми, Тауно
Тауно Ильмониеми-Гранит (фин. Tauno Ilmoniemni-Granit; 16 мая 1893, Куопио — 21 сентября 1934, Оулу) — финский гимнаст, серебряный призёр летних Олимпийских игр 1912 года в командном первенстве по произвольной системе. Соревновался на Олимпиаде 1912 года также в прыжках в воду, однако потерпел неудачу уже в первом раунде.